# Sidalcea keckii
Sidalcea keckii är en malvaväxtart som beskrevs av Ira Loren Wiggins. Sidalcea keckii ingår i släktet axmalvor, och familjen malvaväxter. Inga underarter finns listade i Catalogue of Life.